# Peter Heinz Kersten

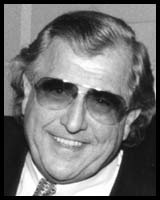
Peter Heinz Kersten, 1996

Peter Heinz Kersten (* 27. August 1929 als Peter Stockhammer in Wien; † 18. Januar 2004 ebenda) war ein österreichischer Zauberkünstler und Wienerliedinterpret.

## Leben
Nach dem Besuch der Volksschule trat Peter Heinz Kersten 1938 in das Konvikt der Wiener Sängerknaben ein, wo in der Zeit bis 1941 der Grundstein für seine Sängerkarriere gelegt wurde. Seine Ausbildung zum Dentisten begann er 1944. Im darauf folgenden Jahr, in dem er als 16-Jähriger sein Musikstudium am Konservatorium der Stadt Wien begann, fand sein Leben beinahe ein jähes Ende, denn im zerbombten Wien warf er spielend Steine in einen Bombentrichter, in dem sich auch die Reste einer Hitler-Büste befanden. Er wurde dabei von einem der letzten NS-Soldaten beobachtet und konnte sich nur knapp vor seiner Erschießung retten.
Im Alter von 23 Jahren legte er 1952 die Staatsprüfung zum Dentisten ab, ein Jahr später heiratete er und eröffnete eine Ordination im 16. Wiener Gemeindebezirk, in Ottakring. Der Name Gloria seiner Tochter war möglicherweise durch die Tatsache beeinflusst, dass die Assistentin des berühmten Kalanag Gloria hieß.
Bald nach seinem Eintritt in den Magischen Klub Wien wurde er 1962 als 33-Jähriger zu dessen Präsident gewählt und ebenso bis zu seinem freiwilligen Rücktritt 1989 in jedem weiteren Jahr. Seine einzige Teilnahme an einem magischen Wettbewerb in Bologna führte zu einem 1. Preis in der Sparte „Allgemeine Magie“. 1973 übernahm er das Amt des FISM-Präsidenten, zwei Jahre später wurde er Vorsitzender der Sektion Unterhaltungskunst und Artistik in der Gewerkschaft Kunst, Medien und freie Berufe und gleichzeitig Präsident des Sozialwerks Österreichischer Artisten.
1976 veranstaltete er mit dem Magischen Klub Wien den Weltkongress der Magie, was gemäß den Statuten der FISM auch die Übergabe seiner präsidialen Amtsgeschäfte an seinen Nachfolger bedingte. Die in diesem Jahr erstmals veranstaltete Magie-Show im Theater an der Wien fand jahrelang große nationale und internationale Beachtung. Bald wählte ihn die FIA (Federation International des Acteurs) 1982 zum Präsidenten, ein Amt, in das er noch zweimal 1985 und 1988 wiedergewählt wurde. Im selben Jahr verwirklichte er mit der Gründung des MRA (Magischer Ring Austria) seine Idee eines österreichischen Dachverbandes, dessen Präsident er bis 1988 war. 1989 war er Mitbegründer des Magischen Cercle Wien, dessen Ehrenpräsident er bis zu seinem Tod blieb. Unter seinen zahlreichen Ehrungen und Ernennungen sind 1994 die Verleihung des Goldenen Rathausmanns durch die Stadt Wien und 1996 des Goldenen Ehrenzeichens für Verdienste um die Republik Österreich erwähnenswert.
Kersten war nicht nur als Zauberkünstler und Funktionär tätig, sondern trat auch als Sänger und Wienerlied-Interpret in Erscheinung. Sein letzter Auftritt in dieser Eigenschaft war im November 2002 ein Liederabend im Wiener Tabakmuseum. Zu seinen Lieblings-Zauberkunststücken zählten die Chinesischen Schnurstäbe, das 6er-Ringspiel mit Zuschauerin, Geldschein in Orange, McDonalds Asse, Hindu-Faden, das Unsichtbare Kartenspiel, die Karte in der Brieftasche, die Sympathetic Silks, die Jazz Aces und Münzen durch den Tisch. Er hatte ein sich ständig erneuerndes Repertoire.
Peter Heinz Kersten starb 2004 in Wien im Alter von 74 Jahren an den Folgen eines Schlaganfalls. Sein Grab befindet sich auf dem Ottakringer Friedhof in Wien.